# Єжичкі
Єжичкі (пол. Jeżyczki) — село в Польщі, у гміні Дарлово Славенського повіту Західнопоморського воєводства.
Населення — 353 особи (2011).
У 1975-1998 роках село належало до Кошалінського воєводства.

## Демографія
Демографічна структура станом на 31 березня 2011 року:
|          | Загалом | Допрацездатний вік | Працездатний вік | Постпрацездатний вік |
| -------- | ------- | ------------------ | ---------------- | -------------------- |
| Чоловіки | 187     | 42                 | 133              | 12                   |
| Жінки    | 166     | 26                 | 113              | 27                   |
| Разом    | 353     | 68                 | 246              | 39                   |